# 5 سيكوندس أوف سمر
5 سيكوندس أوف سمر (بالإنجليزية: 5 Seconds of Summer) أي خمس ثواني من الصيف (المعروفة أيضا باسم 5SOS) هي فرقة غناء موسيقى بوب روك / بوب بانك أسترالية تشكلت في سيدني في عام 2011، وتتكون الفرقة: من لوك هيمينغس، مايكل كليفورد، كالوم هود، وأشتون ايروين. وكانت المجموعة أصلا مشاهير يوتيوب، الذين نشروا أشرطة الفيديو لأنفسهم وهم يغنون أغاني لمختلف الفنانين في 2011 من هناك، 2012 بدأو بنشر بعض الأغاني الخاصة بهم على يويتوب ثم ارتفعت إلى شهرة عالمية حيث أن فرقة «ون دايركشن»، دعتهم إلي جولة «خذني إلي المنزل تور» في 2013، وفي فبراير عام 2014، أطلقوا أغنية منفردة بعنوان «أنها تبدو رائعة» التابعة لألبومهم الأول «خمس ثواني من الصيف» ولقد تصدرت في أستراليا ونيوزيلندا وأيرلندا والمملكة المتحدة.

## المشوار الفني

### 2012-2011: الأصل والظهور لأول مرة
بدأ مشوارهم الفني في 2011 لوك هيمينغس ومايكل كليفورد وكالوم هود، ألتقُ جميعًا في كلية نورويست المسيحية، بنشر مقاطع فيديو عن أنفسهم يقومون بأداء أغنيات مشهورة معًا على قناة هيمينجس على يوتيوب. تم نشر أول فيديو غلاف لـ «رجاء لا تذهب» لمايك بوسنر، في 3 فبراير 2011. وفي ديسمبر 2011، انضم إليهم عازف الطبول أشتون إيروين.

### 2014-2013: 5 سيكوندس أوف سمر وليفوس
في 14 فبراير 2013، أُعلن أن 5 سيكوندس أوف سمر ستدعم ون دايركشن في جولة خذني في جوله منزليه. حول العالم.

## ألبومات
- خمس ثواني من الصيف
- سوندز جود فيلز جود
- دماء شابة
- هدوء (ألبوم)

## روابط خارجية
- 5 سيكوندس أوف سمر على موقع IMDb (الإنجليزية)
- 5 سيكوندس أوف سمر على موقع ميوزك برينز (الإنجليزية)
- 5 سيكوندس أوف سمر على موقع أول ميوزيك (الإنجليزية)
- 5 سيكوندس أوف سمر على موقع ديسكوغز (الإنجليزية)